# Конетабль Франції
Конетабль Франції (фр. Connétable de France) — один з вищих офіціалів (посадових осіб) Французького королівства часів Середньовіччя.

## Історія
Витоки утворення посади беруть початок з часів пізньої Римської імперії. Там існувала посада «коміта стаєнь» (лат. comes stabuli), в обов'язки якого входило піклування за імператорською стайнею і кіньми. Коміти стаєнь командували зазвичай імператорською кіннотою. Цю посаду перейняла Франкська держава часів Меровінгів.
За часів Каролінгів та перших Капетингів посада конетабля входила до числа п'яти ministerium regale (сенешаль, граф-палатин, конетабль, канцлер і крайчий). Остаточно функції конетабля було сформовано в правління короля Людовика VI.
Після закінчення Столітньої війни значення посади конетабля падає, чому сприяли тривалі періоди, коли коннетаблем не призначають. Поступово за своєю вагою поступається посаді маршала.
1627 року за пропозицією кардинала Рішельє посада конетабля була скасована. В часи Першої Французької імперії Наполеон Бонапарт відновив посаду конетабля, але лише як почесну під назвою конетабль імперії. 1815 року після відновлення влади Бурбонів її остаточно ліквідовано.

## Функції
Спочатку він мав незначні повноваження — керував стайнями короля, його каретами, візками і меблями під час переміщень двору, допомагав сенешалю перевозити припаси в підвали та комори. У воєнний час очолював королівську кінноту.
З часів короля Генріха I конетабль став відповідати за охорону королівського домену. З часів Людовика VI вже очолює армію за відсутності короля, а з часів Людовика VII стає королівським лейтенантом, ставши першим військовим радником та очільником армії (разом з сенешалем).
Після скасування посади сенешаля в XIII столітті конетабль остаточно стає головнокомандувачем королівської армією під час війни. Пізніше за конетаблем затверджується привілей очолювати авангард армії, що знаходиться під командуванням короля.
У другій половині XIV століття коннетабль стає першою особою держави після короля і принців королівської крові. Король Франциск I зменшим повноваження конетабля, віддавши керування піхотою генерал-полковнику.

## Список конетаблів Франції

### КонетабліКапетингів

#### Генріх I
- 1060: Альберік I де Монморансі

#### Філіпп I
- 1065: Бальберік (Бодрі)
- 1069':  'Готьє
- 1071':  'Адалельм
- 1075: Адам II де Ліль-Адам
- 1081: Тібо де Монморансі
- 1086: Талон де Шомон
- 1103: Гастон де Шомон
- 1108: Гуго де Шомон

#### Людовик VI Товстий
- 1138: Матьє I де Монморансі
- 1165: Симон де Нофль-ле-Шато
- 1174: Рауль I де Клермон

#### Філіп II Август
- 1189: Гумберт IV де Боже
- 1194: Дре IV де Мелло
- 1218: Матьє II де Монморансі
- ?' : Жан де Монмірайль'

#### Людовик IX Святий
- 1231: Аморі VI де Монфор
- 1240: Гумберт V де Боже
- 1250: Гишар V де Боже
- 1250':  'Жиль II де Трасіньє

#### Філіп III Сміливий
- 1277: Гумберт VI де Боже

#### Філіп IV Красивий
- 1277: Рауль II де Клермон
- 1302: Гоше V де Шатійон

### КонетабліВалуа

#### Філіп VI Щасливий
- 1329':  'Рауль I де Брієнн
- 1344':  'Рауль II де Брієнн

#### Жан II Добрий
- 1350: Карл де ла Серда
- 1354: Жак I де Бурбон
- 1356: Готьє VI де Брієнн
- ?: Сігер II д'Енгієн
- 1356: Роберт де Фієнн

#### Карл V Мудрий
- 1370 : Бертран дю Геклен

#### Карл VI Божевільний
- 1380: Олів'є V де Кліссон
- 1392: Філіпп д'Артуа (граф д'Е)
- 1397: Людовик де Сансер
- 1402: Карл I д'Альбре (вперше)
- 1411: Валеран III де Люксембург-Ліньї
- 1413: Карл I д'Альбре (вдруге)
- 1415: Бернар VII д'Арманьяк
- 1418: Карл II Лотаринзький

#### Карл VII Звитяжний
- 1424: Джон Стюарт
- 1425: Артур III Бретонський
(призначено Генріхом VI Ланкастером) 1445: Джон Талбот

#### Людовик XI Розсудливий
- 1465':  'Людовик де Люксембург-Сен-Поль

#### Карл VIII Люб'язний
- 1483':  'Жан II де Бурбон

### КонетабліВалуа-Ангулемських

#### Франциск I
- 1515: Карл III де Бурбон
- 1538 — 1567: Анн I де Монморансі

### КонетабліБурбонів

#### Генріх IV
- 1593: Генріх I де Монморансі

#### Людовик XIII Справедливий
- 1621: Шарль д'Альбер Люїнь
- 1622: Франсуа де Бонн Ледіг'єр

### Конетаблі Першої імперії
- 1808: Людовик I Бонапарт